# Pemphigonotus macalpinei
Pemphigonotus macalpinei är en tvåvingeart som beskrevs av Spencer 1986. Pemphigonotus macalpinei ingår i släktet Pemphigonotus och familjen fritflugor. Inga underarter finns listade i Catalogue of Life.